# Immanu’el
Immanu’el (hebr. ‏עמנואל‎) – samorząd lokalny położony w Dystrykcie Judei i Samarii, w środkowej części Samarii w Izraelu. Miejscowość jest położona pomiędzy terytoriami Autonomii Palestyńskiej. Osada została założona w 1983 roku. Według Izraelskiego Centrum Danych Statystycznych miejscowość zamieszkiwana była przez 2700 osób w 2006 r., głównie Żydów z ultraortodoksyjnego odłamu charedim. Powierzchnia miejscowości wynosi 2,75 km². Społeczność międzynarodowa twierdzi, że osiedla żydowskie budowane na Zachodnim Brzegu Jordanu są nielegalne w świetle prawa międzynarodowego, jednakże rząd izraelski kwestionuje to stanowisko prawne.

## Historia
Osada została założona w 1982 roku. Status samorządu lokalnego uzyskała w 1985 roku.
W latach 90. Immanu’el było osadą rozwijającą się bardzo prężnie, jednakże na mocy Porozumienia z Oslo inwestycje budowlane zostały zamrożone, czego skutkiem są nadal niedokończone budynki mieszkalne i infrastrukturalne.
Mieszkańcy Immanu’el znajdują zatrudnienie w miejscowościach sąsiadujących z osadą, m.in. w mieście Ari’el znajdującym się w odległości 19,4 km.

## Demografia
Zgodnie z danymi Izraelskiego Centrum Danych Statystycznych w 2006 roku w osadzie żyło 2700 mieszkańców.
Populacja osady pod względem wieku (dane z 2006):
| Wiek (w latach) | Procent populacji w % |
| --------------- | --------------------- |
| 0-4             | 19,0%                 |
| 5-9             | 16,4%                 |
| 10-14           | 10,6%                 |
| 15-19           | 6,7%                  |
| 20-29           | 15,7%                 |
| 30-44           | 12,5%                 |
| 45-59           | 13,5%                 |
| ponad 60        | 5,5%                  |

Źródło danych: Central Bureau of Statistics.